# 景山正隆
景山 正隆（かげやま まさたか、1922年9月6日 - 2022年8月2日）は、国文学者。専攻は歌舞伎音楽・義太夫節を中心とする歌舞伎・人形浄瑠璃・邦楽。義太夫協会名誉会長、（財）日本舞踊振興財団評議員、（社）全日本郷土芸能協会顧問、国立劇場養成課講師（歌舞伎・長唄・鳴物・竹本研修生）。

## 経歴
東京生まれ。本郷・小石川に育ち、真砂尋常小学校、旧制私立本郷中学校、旧制府立高等学校文科乙類を経て東京帝国大学文学部国文学科に入学するも、1943年12月10日学徒出陣により海軍入隊（二等水兵→海軍兵科第四期予備学生→海軍少尉）のため休学。1946年4月復学、1949年3月東京大学文学部国文学科（旧制）卒業した。公立高等学校国語科教諭（18年間）、戸板女子短期大学教授、清泉女子大学教授を経て1980年より1993年まで東洋大学文学部教授。1992年「歌舞伎音楽の研究 :国文学の視点」で文学博士（東洋大学）の学位を取得。他に、公職として、文化庁芸術祭（音楽部門）審査員、芸術選奨（音楽部門）選考審査委員（昭和54年度～55年度）、文化財保護審議会専門委員、（社）義太夫協会会長を歴任した。1993年11月、勲四等旭日小綬章を受章した。2022年8月2日に死去、99歳没。

## 研究歴
1946年秋、杵屋栄左衛門に師事して長唄を,1969年12月より、竹本光末、竹本相生大夫、野澤市造、野澤吉平に師事して義太夫を習うなど、邦楽の実技体験を踏まえて、歌舞伎音楽・義太夫節を中心とする歌舞伎・人形浄瑠璃・邦楽の研究に携わる一方、農村舞台と村芝居の、フィールドワークを主とする調査研究にも携わる。

## 著書
- 『勧進帳いろいろ　芸能あ・ら・かると』（冬樹社）1989
- 『愛すべき小屋　―村芝居と舞台の民俗誌―』（冬樹社）1990
- 『歌舞伎音楽の研究　―国文学の視点―』（新典社・1992、学位論文）

### 編著
- 『校注　菅原伝授手習鑑』（笠間書院）1977
- 近松門左衛門『心中重井筒 今宮の心中 影印本』編. 新典社, 1980
- 竹田出雲ほか『校注　義経千本桜』（笠間書院）1980
- 『人形浄瑠璃関係資料(抄)』編. 新典社, 1982
- 近松門左衛門『めいどの飛脚 忠兵衛梅川 (影印本シリーズ) 編. 新典社, 1982
- 『俊寛 平家・謡曲・浄瑠璃』松崎仁共編. 新典社, 1985
- 近松半二ほか『妹背山婦女庭訓・伊賀越道中双六』 (歌舞伎オン・ステージ 編著. 白水社, 1995.8

## レコード類監修・解説
- 『上方下座音楽集成』（ビクター・昭和50年度芸術祭レコード部門優秀賞）
- 『至芸　豊竹山城少掾』（ビクター）
- 『義太夫選集　豊竹山城少掾』（ビクター）
- 『竹本越路大夫選集』（ビクター）
- 『女流義太夫の魅力』（ビクター）
- 『鳥羽屋里長長唄十八番集』（テイチク）他。